# Diego Alende
Diego Alende López (Santiago de Compostela, 25 de agosto de 1997) es un futbolista español que juega en la posición de defensa en las filas del Fútbol Club Andorra de la Segunda División de España. 

## Trayectoria
Se formó en la cantera del Real Club Celta de Vigo y en la temporada 2015-16 ascendió al equipo filial. El 5 de diciembre de 2015, con apenas 18 años y en edad juvenil, hizo el debut con el primer equipo en la Primera División en un encuentro frente al Real Betis Balompié en el que jugó 40 minutos. También jugó en la Copa del Rey ante la U. D. Almería.
En julio de 2019 firmó con el Real Valladolid C. F. por tres temporadas para jugar en su filial, el Real Valladolid Promesas. Esa misma campaña llegó a participar con el primer equipo en un partido de la Copa del Rey contra el C. D. Tenerife.
El 20 de agosto de 2020 llegó cedido al C. D. Lugo por una temporada. La cesión se amplió por otro año en julio de 2021 una vez renovó su contrato con el conjunto vallisoletano hasta 2023. Al regresar a Pucela acordó la rescisión de su contrato.
El mismo 14 de julio de 2022 fichó por el F. C. Andorra. El contrato firmado era por tres temporadas, hasta el año 2025.

## Selección nacional
En 2016 jugó con la selección sub-19 dos partidos frente a Grecia e Inglaterra.

## Clubes
Actualizado al final de la temporada 2024-25.
| Club                     | País          | Año           | Partidos | Goles |
| ------------------------ | ------------- | ------------- | -------- | ----- |
| R. C. Celta de Vigo "B"  | España        | 2015-2019     | 119      | 2     |
| R. C. Celta de Vigo      | España        | 2015-2019     | 3        | 0     |
| Real Valladolid Promesas | España        | 2019-2020     | 26       | 1     |
| Real Valladolid C. F.    | España        | 2019-2022     | 1        | 0     |
| C. D. Lugo (cedido)      | España        | 2020-2022     | 66       | 0     |
| F. C. Andorra            | Andorra       | 2022-act.     | 73       | 3     |
| Total carrera            | Total carrera | Total carrera | 288      | 6     |